# Писма покојника (филм)
Писма покојника (рус. Письма мёртвого человека, енгл. Dead Man's Letters) је совјетски научнофантастични филм из 1987. године, снимљен у режији Константина Лопушанског.
Премијерно је приказан на Међународној седмици критичара на канском филмском фестивалу 1987. године.
Филм је добио награду FIPRESCI на 35. Међународном филмском фестивалу Манхајм-Хајделберг.

## Радња
Радња се одвија у граду након нуклеарног рата, који је проузрокован компјутерском грешком и неуспехом оператера да спречи лансирање ракете. Оператер је приметио грешку, али се угушио и није био у стању да на време узвикне одговарајуће наредбе, којима би спречио лансирање. Град је уништен и загађен радиоактивним елементима. Полицијски час се успоставио у непосредној близини и само су се здрави људи евакуисали у подземне бункере. Главни лик, којег глуми Ролан Биков, је добитник Нобелове награде за физику, који покушава да преживи и помогне малој групи деце и одраслих да преживе тако што ће остати код њих у подруму бившег историјског музеја. Он опстаје тако што у својој машти пише писма свом сину Ерику, иако је очигледно да их Ерик никада неће прочитати. Главни лик је веома разочаран што је наука довела до такве катастрофе. Многи умиру од радијације. Он успева да побегне из сигурног бункера, враћа се умрлој и напуштеној деци, брине о њима неко време и даје им наду. На крају и он умире. Филм завршава приказом деце која лутају ненасељеном области, остављајући њихову будућност неизвесном.

## Улоге
- Ролан Биков - Професор Ларсен
- Ватслав Дворзетски - Пастор
- Вера Мајорова - Ана
- Вадим Лобанов
- Виктор Микхајалов
- Светлана Смирнова - Тереза
- Владимир Бесекерњ
- Вјачеслав Василијев - лекар
- Наталија Власова